# HMS Argonaut (61)
HMS Argonaut (61) là một tàu tuần dương hạng nhẹ thuộc lớp Dido của Hải quân Hoàng gia Anh Quốc được đưa ra hoạt động trong Chiến tranh Thế giới thứ hai. Nó ngừng hoạt động vào năm 1946 và bị tháo dỡ vào năm 1955.

## Thiết kế và chế tạo
Argonaut được chế tạo bởi hãng Cammell Laird Shipyard tại Birkenhead, Anh Quốc; được đặt lườn vào ngày 21 tháng 11 năm 1939 và được hạ thủy vào ngày 6 tháng 9 năm 1941. Nó được chế tạo theo thiết kế chưa được cải tiến với ba tháp pháo 5,25 inch (133 mm) phía trước, và nằm trong chương trình chế tạo 1939 vốn bị trì hoãn sau những sự kiện khẩn cấp tại Dunkirk, khiến chỉ có thể đưa ra hoạt động vào ngày 8 tháng 8 năm 1942.

## Lịch sử hoạt động

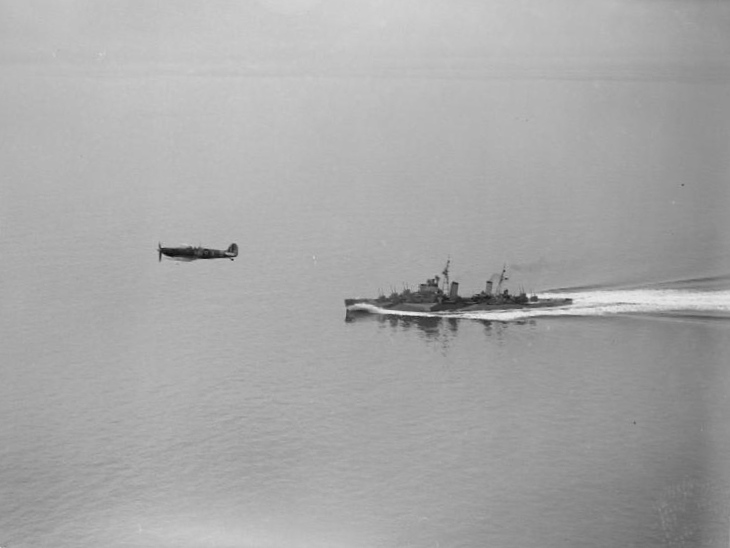
HMS Argonaut di chuyển hết tốc độ, được hộ tống bởi một chiếc Supermarine Spitfire

Nhiệm vụ đầu tiên của Argonaut là vận chuyển tăng cường một số khẩu đội pháo 3,7 inch cùng một số binh lính Na Uy đến Spitsbergen. Nó lên đường vào ngày 13 tháng 10 năm 1942; và từ đây tiếp tục đi đến Murmansk trong thành phần hộ tống cho một đoàn tàu vận tải.
Argonaut rời Scapa Flow ngày 30 tháng 10 năm 1942 trong thành phần Lực lượng "H" hướng đến Bắc Phi, bao gồm các thiết giáp hạm Nelson và Duke of York cùng tàu chiến-tuần dương Renown, sau đó còn có sự tham gia của các tàu sân bay Illustrious và Formidable. Chúng được dự định hoạt động trong Chiến dịch Torch, cuộc đổ bộ của lực lượng Đồng Minh lên Bắc Phi thuộc Pháp. Trong chiến dịch này, Argonaut được cho tách ra như một tàu nhữ mồi, phát ra những tín hiệu giả để gây nhầm lẫn cho các lực lượng của phe Trục.
Đầu tháng 12 năm 1942, Argonaut gia nhập Lực lượng "Q" cùng với các tàu tuần dương Aurora và Sirius cùng các tàu khu trục Quentin và HMAS Quiberon. Vào ngày 1 tháng 12, lực lượng phát hiện một đoàn tàu vận tải của phe Trục; và trong cuộc đối đầu kéo dài một giờ, tàu khu trục Ý Folgore cùng bốn tàu vận tải chuyển binh lính bị đánh chìm, trong khi tàu khu trục Nicoloso da Recco và một tàu phóng lôi bị hư hại. Trên đường quay trở về, lực lượng phải chịu đựng một cuộc không kích vốn đã đánh chìm Quentin. Vào ngày 13 tháng 12, Argonaut hợp cùng Aurora và các tàu khu trục Eskimo và Quality rời Bone để đánh chặn một đoàn tàu vận tải khác của phe Trục, nhưng lần này không tìm thấy mục tiêu. Thay vào đó, sang ngày hôm sau Argonaut trúng phải ngư lôi phóng từ tàu ngầm Ý Mocenigo; hai quả ngư lôi đã đánh trúng mũi và đuôi tàu, khiến ba thủy thủ thiệt mạng.

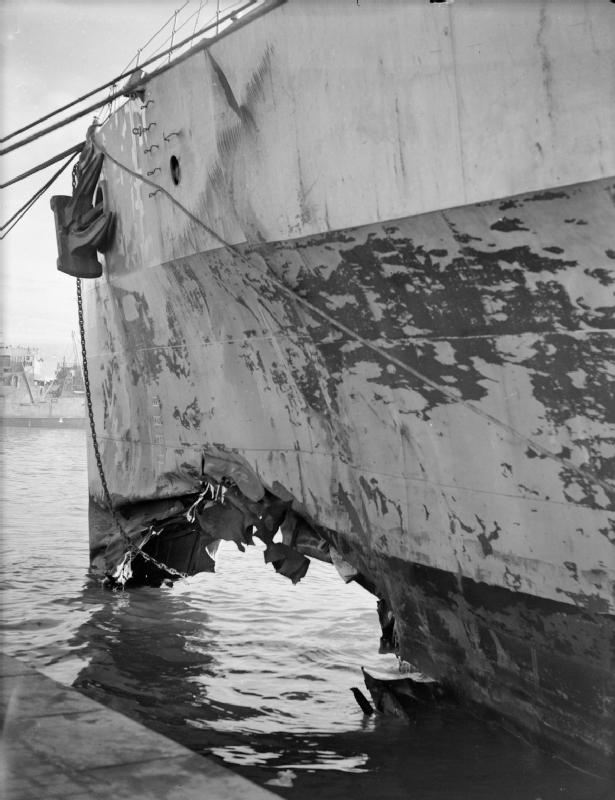
Mũi tàu của Argonaut bị hư hại khi nó vào ụ tàu để sửa chữa

Argonaut xoay xở tìm cách quay trở về được Gibraltar. Công việc sửa chữa tại chỗ chỉ mang tính tạm thời, và vào ngày 4 tháng 4 năm 1943 nó lên đường đi Philadelphia, được hộ tống bởi tàu khu trục Hero. Sau chặng đến Açores, Hero gặp phải vấn đề về động cơ vào ngày 9 tháng 4 năm 1943 và phải để Argonaut đi một mình. Đến ngày 13 tháng 4 nó gặp được tàu khu trục Mỹ USS Butler, và đã được hộ tống đến Bermuda, nơi có thêm một số công việc sửa chữa được thực hiện. Sau đó, dưới sự hố tống của các tàu quét mìn USS Tumult và USS Pioneer, nó đến được Xưởng hải quân Philadelphia vào ngày 27 tháng 4 năm 1943.
Công việc sửa chữa hoàn tất vào ngày 13 tháng 11 năm 1943. Đến tháng 12, Argonaut gia nhập Hạm đội Nhà và được điều về Hải đội Tuần dương 10. Nó đã tham gia cuộc đổ bộ vào Normandy, nơi nó đã bắn 4.359 phát đạn pháo. Một cách may mắn, nó bị một quả đạn pháo Đức bắn trúng sàn phía sau đuôi tàu, nhưng quả đạn xuyên ra ngoài qua mạn trái mà không phát nổ và không gây thương vong.
Đến tháng 8 năm 1944, Argonaut được chuyển sang Hạm đội Địa Trung Hải, nơi nó tham gia Chiến dịch Dragoon, cuộc đổ bộ lực lượng Đồng Minh lên miền Nam nước Pháp. Sang tháng 9 nó di chuyển đến biển Aegean, nơi nó phát hiện và đánh chìm nhiều tàu vận tải chuyển quân của đối phương, và bắt được nhiều tù binh. Nó cũng tham gia một số hoạt động bắn phá tại bờ biển Hy Lạp.
Vào đầu tháng 11 năm 1944, nó được lệnh đi đến Trincomalee thuộc Ấn Độ Dương; được giao các nhiệm vụ hộ tống, đồng thời bắn phá các giếng dầu tại Palembang thuộc Sumatra. Nhiều lần bị các máy bay cảm tử kamikaze Nhật Bản tấn công, nó may mắn khi chỉ bị hư hại nhẹ. 

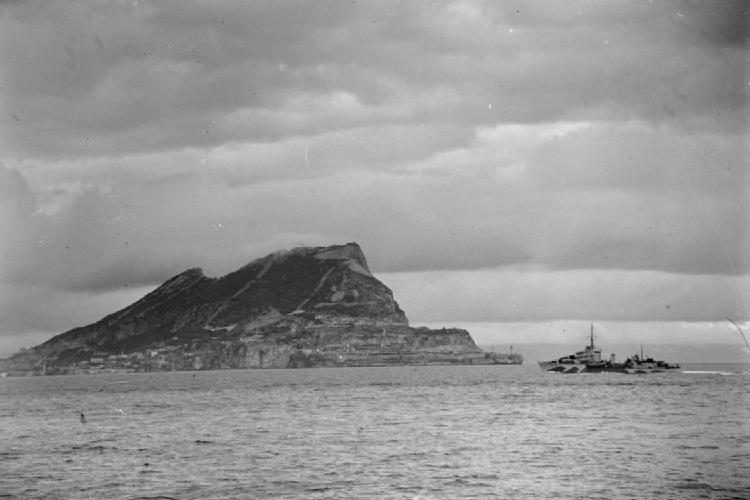
HMS Argonaut đi đến Gibraltar; "The Rock", trong quá trình vận chuyển người đến bờ biển Bắc Phi

Vào tháng 1 năm 1945, Argonaut được lệnh đi đến Sydney gia nhập Hạm đội Thái Bình Dương. Trong tháng 2, nó tiến hành bắn phá Saskishima, một hoạt động nghi binh phân tán cho chiến dịch đổ bộ chính của Hoa Kỳ tại Okinawa. Đến tháng 8 năm 1945 nó lên đường đi Đài Loan hỗ trợ vào việc hồi hương tù binh Anh tại đây; cùng loại nhiệm vụ này đã đưa nó đến Hong Kong sau đó. Cuối cùng nó về đến Portsmouth vào ngày 6 tháng 7 năm 1946, nơi nó được đưa về lực lượng dự bị và không bao giờ tái hoạt động trở lại. Chuyến đi cuối cùng của nó là để đến J Cashmore, Newport để tháo dỡ, nơi nó đến vào ngày 19 tháng 11 năm 1955.